# 36e congrès national de la SFIO
Le 36e congrès de la SFIO, aussi appelé Congrès de Nantes, se tient à la salle du Champ-de-Mars à Nantes du  27 au 30 mai 1939.
Le Congrès aborde les questions de la représentation proportionnelle, le problème nord-africain, la laïcité et la politique extérieure, qui divise le plus les socialistes. Avec la montée des tensions avec l'Allemagne, le parti est en effet divisé entre deux courants, les tenants de la fermeté à l'égard des puissances fascistes, et surtout de l'Allemagne nazie, comme Léon Blum ou plus encore Jean Zyromski, jugés bellicistes par leurs adversaires, et d'autre part les pacifistes, représentés par trois tendances, celle du secrétaire général Paul Faure, relativement modérée, celle plus radicale qui s'intitule « Redressement pour la construction du socialisme et de la paix », de Maurice Deixonne, née en 1938, et une dernière encore plus intransigeante, celle des « pacifistes intégraux », portée par Nadia Gukowski (militante du Loiret, professeure d'anglais,), qui refuse toute guerre et préconise le désarmement unilatéral, alors que les signataires des deux autres motions pacifistes acceptent la possibilité d'une guerre au cas où la France serait attaquée. Politique étrangère et politique intérieure sont mêlées puisqu'il s'agit aussi de savoir si les socialistes sont pour ou contre un gouvernement d'union nationale, refusé par les pacifistes les plus radicaux, au nom du socialisme révolutionnaire, et s'ils doivent combattre ou non les communistes, les pacifistes les plus intransigeants étant anticommunistes. Ainsi Nadia Gukowski a quitté le Comité antifasciste du Loiret en 1937, l'accusant d'être inféodé au Parti communiste.
Ces deux courants s'étaient déjà affrontés lors du congrès extraordinaire de décembre 1938 à Montrouge. Les motions de Léon Blum (60 %) et Paul Faure (39 %) s'opposent, mais une motion de synthèse est adoptée à la demande d'Albert Rivière. Synthèse refusée aussi bien par Zyromski que par Deixonne ou Gukowski. Le vote final est le suivant : 
- Votants : 16 580
- motion Rivière : 6 395 voix
- motion Zyromski : 565
- motion Deixonne : 401
- motion Gukowski : 45
- Abstentions : 153
- Absents : 21

Les 33 membres de la Commission administrative (CAP), l'organe dirigeant du parti, sont reconduits mais la tendance de Deixonne obtient deux autres sièges, attribués à Ludovic Zoretti (exclu du parti quelques mois plus tard pour avoir notamment injurié Blum) et Georges Soulès. La CAP compte dès lors 35 membres.